# Film négatif
Un film négatif est un genre de film photographique qui utilise des images enregistrées avec des valeurs de luminance et de chrominance inversées par rapport à la source. 
Ce type de film étant le plus utilisé, le terme de négatif désigne souvent — mais abusivement — les films photographiques en général.

## Image négative

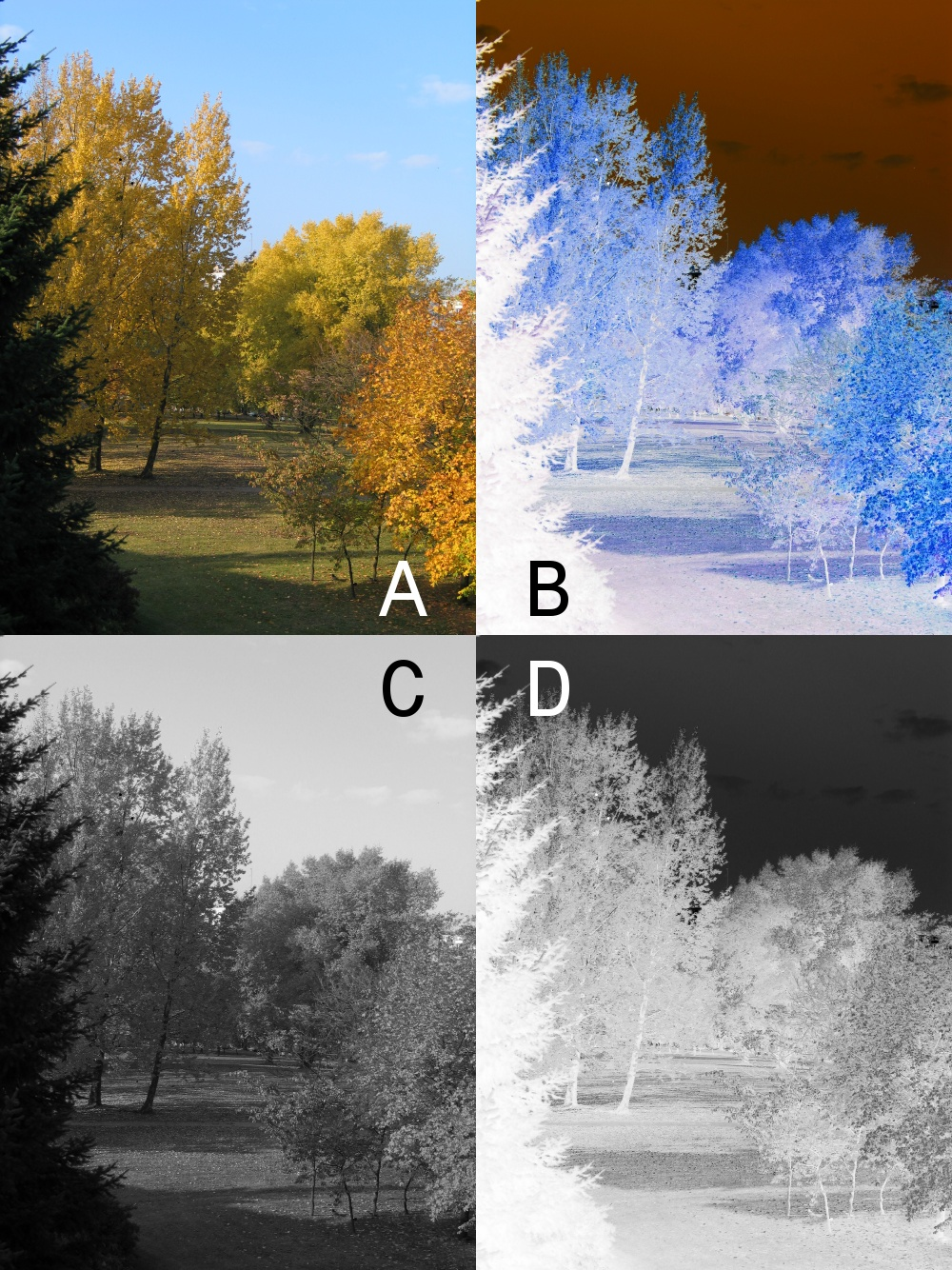
Image couleur (A) et négatif (B) ;
Image en niveaux de gris (C) et négatif (D).

Une image négative est une image dont les couleurs ont été inversées par rapport à l'originale ; par exemple le rouge devient cyan, le vert devient magenta, le bleu devient jaune et inversement. 
Les régions sombres deviennent claires, le noir devient blanc.

### Développement
En procédant au développement d'une photo négative, on obtient une ou plusieurs photos que l'on appelle positives. On peut obtenir plusieurs images positives à partir d'un même négatif. Non seulement les couleurs sont restituées mais il est aussi possible d'agrandir les photos en utilisant un agrandisseur.